# Esquadra d'Àsia Oriental

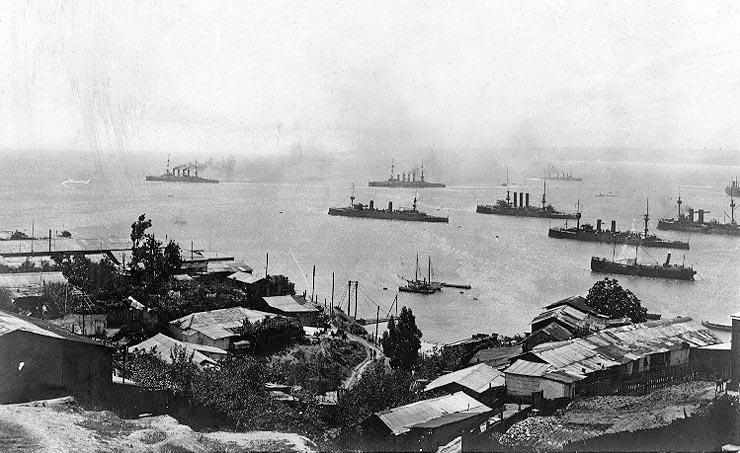
L'esquadra d'Àsia Oriental (al fons, navegant) abandona el port de Valparaiso, a Xile.

L'esquadra alemanya d'Àsia Oriental (en alemany Kreuzergeschwader o Ostasiengeschwader) fou una esquadra de creuers de la Kaiserliche Marine (armada imperial alemanya) que va operar principalment a l'oceà Pacífic entre mitjans de la dècada de 1890 i 1914. Fou l'única formació naval alemanya d'alta mar d'importància que operà amb independència dels ports alemanys.

## Antecedents
El tractat de Pekín de setembre de 1861 entre el Regne de Prússia i la Xina va permetre que els vaixells de guerra prussians operessin en aigües xineses. A mesura que augmentava la importància econòmica i política de l'Àsia Oriental per a Alemanya, tot just reunificada, el 1881 el govern alemany va decidir formar una esquadra per afermar la seva presència a la zona, sota el comandament d'un oficial general. Com que les colònies africanes es consideraven les més valuoses, el 1885 es va establir una esquadra de creuers d'Àfrica amb categoria permanent, i poc després l'armada va reduir la presència a l'Àsia oriental a dues petites canoneres.
Entre 1888 i 1892, el Leipzig fou el vaixell insígnia de l'esquadra alemanya, inicialment sota el comandament del vicealmirall Karl August Deinhardt, nomenat el 14 de juliol quan el vaixell era a Aden; va assumir el comandament del vaixell a Zanzíbar el 2 d'agost i de l'esquadra el 31 d'agost 31 a Manda-Bay (Kenya). El viatge planificat cap als mars del sud es va cancel·lar amb els primers signes de problemes a l'Àfrica oriental. El Leipzig, així, va participar en la supressió de la revolta d'Abushiri a l'Àfrica Oriental Alemanya. El 8 de maig de 1889, un escamot de desembarcament procedent del vaixell també va participar en l'assalt al camp de Buschiri, prop de Bagamojo. Un altre grup de desembarcament va participar en la captura de Pangani el 8 de juliol de 1889. Un cop acabada la revolta, la nau va anar a Ciutat del Cap per reparacions (agost i setembre). A principi de setembre, Deinhardt va rebre un telegrama de l'emperador Guillem II per dur el seu vaixell a la Mediterrània oriental.
El vaixell va entrar a la Mediterrània el 28 d'octubre i es va unir a l'esquadra d'entrenament a l'illa de Lesbos l'1 de novembre. L'emperador es reuní amb Deinhardt el 6 de novembre, quan tornava de Constantinoble. Tots els vaixells alemanys van marxar cap a Itàlia i van ancorar a Venècia el 12 de novembre per continuar les reparacions. Després del 15 de desembre van marxar cap a Malta, després cap a Port Saïd on van passar Nadal i el cap d'any.
Navegant en solitari, el Leipzig es va dirigir a l'extrem orient el dia 27 de gener de 1890, mentre els SMS Carola, SMS Schwalbe i SMS Sperber tornaven cap a Àfrica oriental. El nou comandant de l'esquadra, el contraalmirall Victor Valois, va assumir el comandament el 16 de març. Fou un període de rutina, incloent visites a Kotchin a l'Índia (20 de març), visites a ports xinesos i japonesos i a Hong Kong, Manila i Singapur, on s'uneixen a l'SMS Sophie. Al juliol, van viatjar per Indonèsia, l'estret de Dampier, l'arxipèlag de les Bismarck i després a Sydney (15 de setembre) i Jervis Bay, a Austràlia, on se'ls uní l'SMS Alexandrine. Després de reparacions al Leipzig per danys que es van produir al Canal de Suez, l'esquadra va viatjar a Samoa i Nova Zelanda (novembre), i al començament a Hong Kong (14 de febrer) i els ports xinesos (març).
Al maig de 1891, a Yokohama, es va ordenar a Valois que protegís els interessos alemanys a Xile durant la Guerra Civil Xilena. El Leipzig es va quedar sense carbó en el camí i va haver de ser remolcat durant 97 hores. Després d'aturar-se breument a San Francisco, va arribar a Valparaíso el dia 9 de juliol i va passar per Iquique i Coquimbo durant juliol i agost. Va tornar a Valparaíso el 20 d'agost i el Leipzig i la corbeta britànica HMS Champion van enviar un destacament a terra per protegir els barris britànics i alemanys de la ciutat. En acabar la guerra, el Leipzig va visitar diversos ports sud-americans i després Ciutat del Cap. Al març de 1892 va ancorar a la badia de Delagoa, des d'on el nou comandant de l'esquadra, Friedrich von Pawelsz, del Creuer Squadron envià una delegació a Paul Kruger, el nou president de la República Boer de Transvaal. L'esquadra de creuers d'Àfrica va tornar a Alemanya per llicenciar-se a Kiel el 1893.

## Formació
Amb l'esclat de la Primera Guerra Sino-japonesa el 1894, Alemanya va recuperar el seu interès per la Xina. Amb el suport de l'emperador Guillem II, l'almirallat alemany va crear una divisió de creuers d'Àsia oriental (Kreuzerdivision in Ostasien) amb el modern creuer lleuger SMS Irene i tres vaixells força antiquats, sota el comandament del contraalmirall Paul Hoffmann i amb ordres de protegir els interessos alemanys a la Xina i estudiar possibles llocs per instal·lar-hi una base alemanya. Hoffmann va considerar que els seus vaixells eren inadequats per a la tasca i va demanar a l'almirallat substituir els tres vaixells antiquats. La seva petició fou acceptada i es van incorporar la fragata cuirassada SMS Kaiser, el creuer lleuger SMS Prinzess Wilhelm i el petit creuer SMS Cormoran. Però sense una base, Hoffmann depenia dels britànics a Hong Kong, dels xinesos a Xangai i dels japonesos a Nagasaki per obtenir suport tècnic i logístic. Guillem II, el canceller, el ministre d'afers exteriors i el secretari naval van veure la necessitat d'una base a l'Àsia oriental i l'ambaixador alemany a la Xina es va queixar del mateix problema.
El contraalmirall Alfred von Tirpitz substituí Hoffmann el juny 1896 amb ordres de trobar un lloc per a una base i per avaluar quatre possibles emplaçaments a la costa xinesa. Tot i que Tirpitz preferia la badia a Kiautschou, alguns membres del govern defensaven altres llocs, i Tirpitz va ser poc explícit en el seu informe final. Tirpitz retornà a Berlín i va perdre tot interès en Asia; els seus plans ara eren crear una potent flota de batalla per al mar del Nord.
El contraalmirall Otto von Diederichs va substituir Tirpitz com a comandant de la divisió de creuers. Tot i que la marina, per manca de decisió entre els alts càrrecs, encara no havia decidit cap lloc específic com a base, Diederichs va afirmar que «només Kiautschou és l'objectiu dels meus esforços».

### Captura de Tsingtao

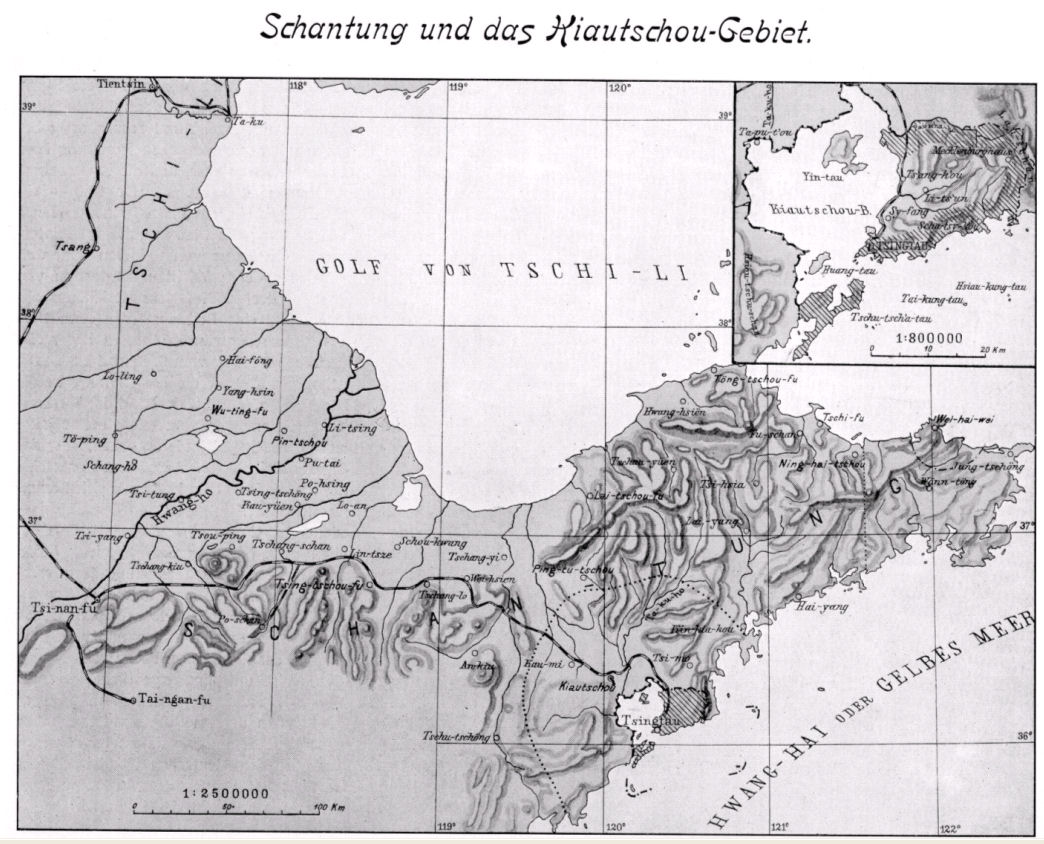
Mapa alemany de 1912 que mostra la concessió de la badia de Kiautschou

Les ofertes alemanyes per comprar els terrenys de Kiautschou van ser rebutjades, però l'assassinat de dos missioners alemanys el primer de novembre de 1897 va proporcionar l'escusa que necessitava el contraalmirall Otto von Diederichs per desembarcar tropes el 14 de novembre de 1897. La marina imperial tenia una posició bastant feble a Kiautschou fins que van arribar els reforços del creuer protegit SMS Kaiserin Augusta i, el gener de 1898, els infants de marina van desembarcar per formar la guarnició de Tsingtao.
Amb la convenció a Pequín, el 6 de març de 1898, l'ambaixador alemany i el virrei xinès van signar un contracte d'arrendament de 99 anys per a Kiautschou i va començar la colonització del territori. Es va construir una base naval amb totes les infraestructures necessàries (inclosa la cerveseria Tsingtao) al petit poble de pescadors de Tsingtao (ara Qingdao) i així es creà l'Ostasiatische Station de l'Armada Imperial.
Von Diederichs va tornar a Berlín el 1899 per servir com a cap de l'estat major de l'almirallat i va ser succeït a Tsingtao pel contraalmirall Enric de Prússia. Els següents comandants de l'esquadra de creuers d'Àsia Oriental foren Curt von Prittwitz, Felix von Bendemann, Alfred Breusing, Carl Coerper, Friedrich von Ingenohl, Erich Gühler, Günther von Krosigk i l'últim comandant de la flota, el comte Maximilian von Spee. En aquests anys, un gran programa de modernització i ampliació de les instal·lacions de Tsingtao permeté destinar-hi vaixells més grans i més moderns.

## La revolta dels bòxers

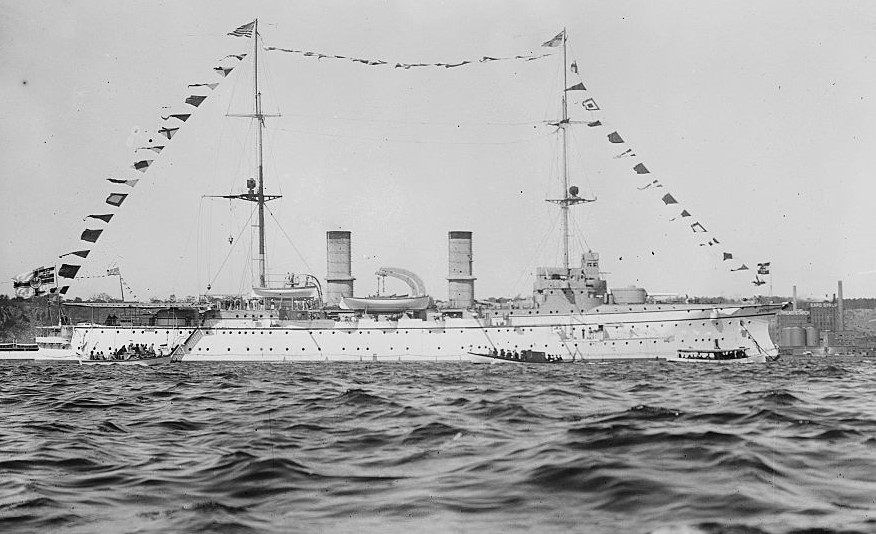
L'SMS Hertha amb només dues xemeneies com a vaixell escola després del seu servei a la Xina.

Des de febrer de 1900 fins al 1902, els vaixells més rellevants de l'esquadra eren l'SMS Irene i, després, l'SMS Hertha. Quan l'almirall Bendemann va assumir el comandament de l'esquadra va considerar que els seus vaixells no estaven preparats per a les amenaces que presentava la revolta dels bòxers. De fet, va haver de demanar cartes nàutiques als russos i mapes als britànics per operar en condicions pel Mar Groc. No obstant això, va plantejar la idea de prendre els forts de Taku i els seus vaixells van poder fer una contribució important en la batalla de dels forts de Taku (1900): el 8 de juny de 1900 va dur els creuers SMS Hansa i SMS Hertha i els petits creuers SMS Gefion i SMS Irene davant dels forts de Taku (juntament amb vaixells de guerra d'altres països) per fer desembarcar destacaments d'infants de marina (Seebatallione) per a la protecció dels seus ciutadans a Tientsin.
El tinent Otto Weniger, capità de l'SMS Gefion es va posar al comandament d'un cos d'infants de marina que després participà en la fracassada expedició de Seymour per alliberar les legacions estrangeres de Pequín.

## Primera Guerra Mundial
El 1914, l'esquadra d'Àsia Oriental estava formada per sis vaixells principals i estava sota el comandament del vicealmirall Maximilian von Spee. L'ordre de batalla era el següent:
- Creuers de la classe Scharnhorst:
  - SMS Scharnhorst
  - SMS Gneisenau
- Creuers de la classe Dresden:
  - SMS Emden
- Creuers de la classe Bremen:
  - SMS Leipzig
- Creuers de la classe Königsberg:
  - SMS Nürnberg

En esclatar la Primera Guerra Mundial l'agost de 1914, von Spee es trobava en inferioritat numèrica i artillera respecte a les armades aliades de la zona. El preocupava especialment l'Armada Imperial Japonesa i l'Armada Reial Australiana; de fet va descriure el vaixell insignia australià, el creuer de batalla HMAS Australia com a superior a tota la seva esquadra combinada.
Els èxits inicials de l'Emden van convèncer von Spee de permetre que el seu capità, von Muller, se separés de l'esquadra i dugués a terme una campanya de guerra de cors per l'oceà Índic, mentre que la resta de l'esquadra es dirigiria cap al Pacífic oriental i la costa sudamericana, on hi hi havia països neutrals amb certes simpaties proalemanyes (notablement Xile) i on von Spee potencialment podria obtenir carbó i subministraments.

### Campanya corsària de l'Emden
L'Emden va perjudicar el comerç a tot l'Oceà Índic, interceptant 29 vaixells i enfonsant els pertanyents al Regne Unit o els seus aliats. A la batalla de Penang va enfonsar el creuer protegit rus Zhemchug i el destructor francès Mousquet, quan va sorprendre el vaixell rus mentre era a port. A Madràs va bombardejar i destruir les instal·lacions d'emmagatzematge de petroli. L'Emden va acabar la seva campanya en embarrancar el 9 de novembre de 1914 després d'una llarga lluita amb l'HMAS Sydney a la batalla de Cocos.

### Travessa del Pacífic

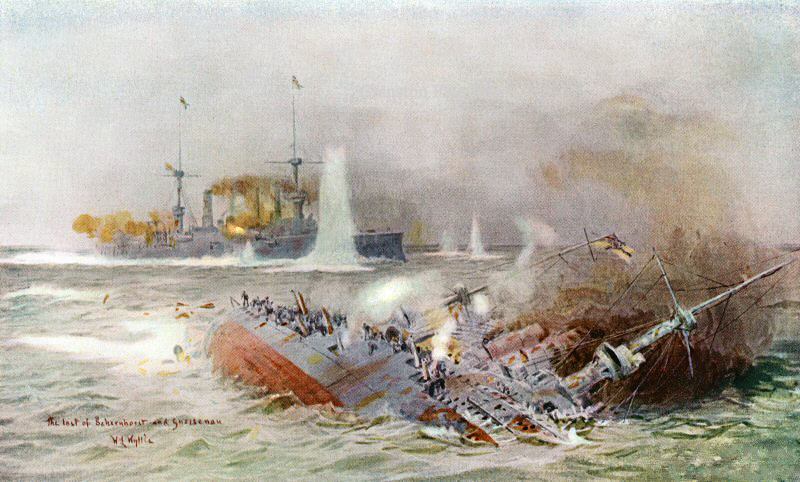
La Batalla de les Illes Malvines fou el final de l'esquadra d'Àsia Oriental.

A l'inici de la Primera Guerra Mundial, gairebé totes les naus de l'esquadra d'Àsia Oriental es troabevn dispersades per diverses colònies insulars en missions de rutina; els creuers cuirassats SMS Scharnhorst i SMS Gneisenau estaven ancorats a Ponape, a les Carolines. La flota es va reunir a l'illa de Pagan a les Mariannes del Nord i els capitans van intentar acordar quin seria el millor curs per a l'esquadra. El creuer lleuger Nürnberg va ser enviat a Honolulu per recollir notícies sobre la guerra, ja que es van tallar tots els cables submarins alemanys que passaven per zones sota control britànic. L'almirall von Spee va dirigir-se a la Samoa Alemanya amb l'Scharnhorst i el Gneisenau, després cap a l'est, on va bombardejar Papeete a la Polinèsia Francesa. Després va fer escala a l'illa de Pasqua on va carbonejar gràcies a carboners que s'havien desplegat pel Pacífic. El creuer lleuger SMS Geier, que no havia pogut reunir-se amb von Spee a Pagan, va acabar havent d'internar-se a Hawaii el 17 d'octubre de 1914, a causa de les avaries mecàniques. En adonar-se que l'activitat aliada al Pacífic havia augmentat fins a quedar en inferioritat numèrica i artillera i a perdre la capacitat de sorpresa, von Spee va decidir dirigir la seva flota cap al cap d'Hornos, passar a l'Atlàntic i forçar el camí cap al nord per arribar a Alemanya. El cos principal de l'esquadra va entrar en contacte amb l'esquadra britànica de les Índies Occidentals l'1 de novembre de 1914 a la batalla de Coronel, en la qual va enfonsar dos creuers britànics: l'HMS Good Hope i l'HMS Monmouth. Això va permetre a von Spee passar el cap d'Hornos sense oposició, però poc després fou interceptata la batalla de les Malvines per una potent força britànica superior de creuers i creuers de batalla. Era el 8 de desembre de 1914 i gairebé tota l'esquadra alemanya va quedar destruïda. L'SMS Dresden i uns quants vaixells auxiliars van fugir de la destrucció i van tornar al Pacífic, on els auxiliars van ser internats en els ports xilens i el Dresden va ser enfonsat per la tripulació a la batalla de Más a Tierra.
La resta de l'esquadra d'Àsia Oriental que havia romàs a Tsingtao (les quatre canoneres Iltis, Jaguar, Tiger, Luchs i el torpediner S-90) van ser enfonsats per les seves tripulacions tot just abans de la captura de la base per part del Japó el novembre de 1914, durant la batalla de Tsingtao. Quatre petites canoneres fluvials i unes dues dotzenes de mercants i altres petits vaixells van evadir la captura aliada a les aigües continentals de la Xina fins al 1917, quan Xina va capturar-ne la majoria, excepte dues canoneres fluvials que van ser destruïts per les seves tripulacions.